# Eyjafjöll (région)

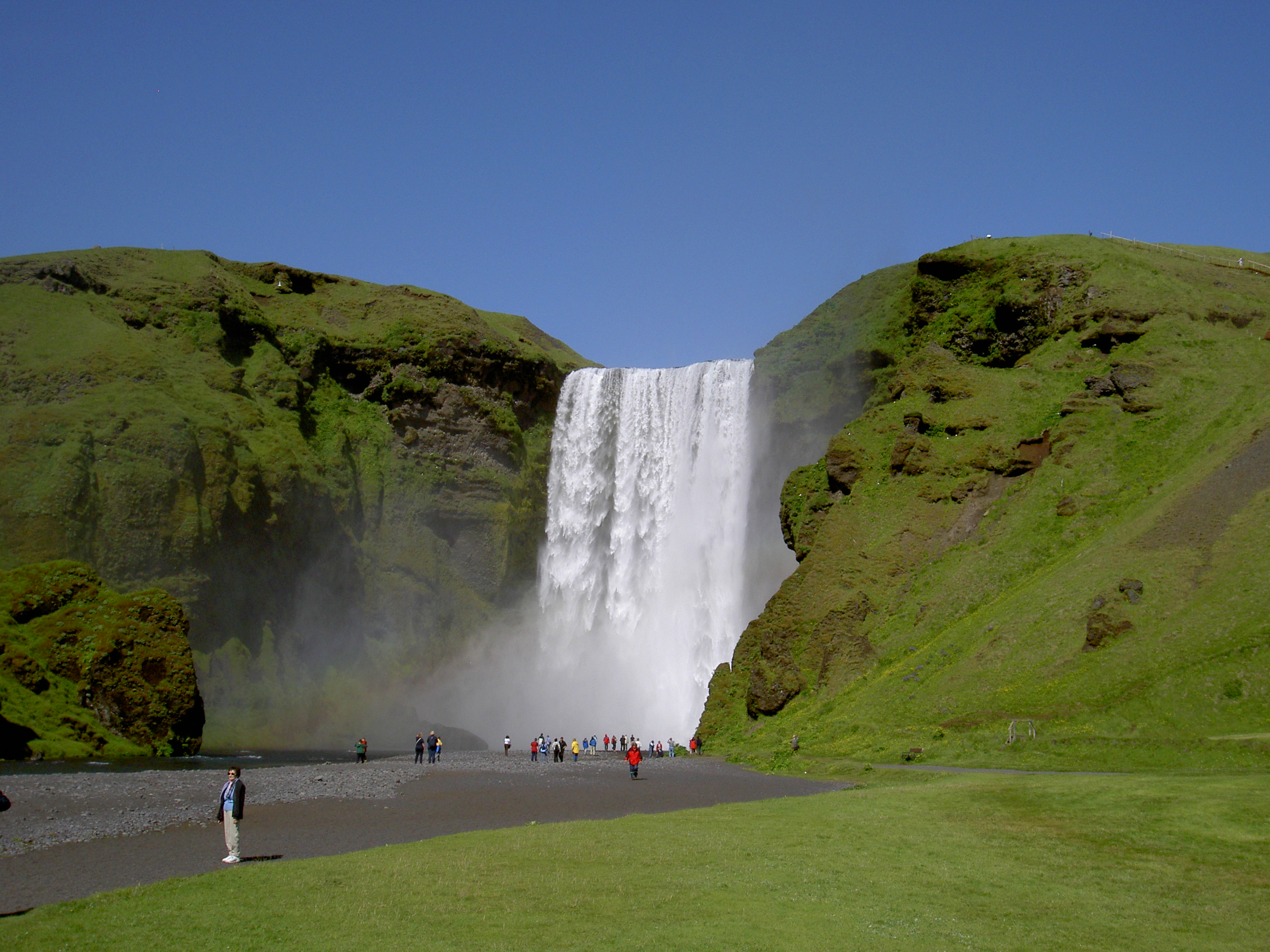
Vue de la rivière Skógá formant la Skógafoss à proximité du village de Skógar.

Pour l’article homonyme, voir Eyjafjöll.
L'Eyjafjöll est une région géologique et touristique du Sud de l'Islande.

## Géographie
La région est située entre la calotte glaciaire d'Eyjafjallajökull au nord et l'océan Atlantique au sud. Elle est composée de reliefs au nord et d'un sandur, une plaine côtière formée de matériaux volcaniques, au sud jusqu'au littoral océanique. La région est touristique avec de nombreux sites naturels et notamment des chutes d'eau que forment les nombreux cours d'eau nés de la fonte de l'Eyjafjallajökull. Cette calotte glaciaire recouvre un volcan, l'Eyjafjöll, entré en éruption début 2010 après 187 ans d'inactivité.
La seule route traversant l'Eyjafjöll est la Route 1 le long de l'océan. De nombreux sentiers parcourent le secteur et notamment ceux provenant du Fimmvörðuháls, un col permettant de gagner les Hautes Terres d'Islande.

## Histoire
La région est peuplée dès la découverte de l'Islande par les Vikings vers 900. Cette colonisation précoce fait de l'Eyjafjöll la région la plus peuplée d'Islande en 1703 lors du premier recensement de la population avec 1 069 habitants